# Studia Filozoficzne
Studia Filozoficzne – polskie czasopismo filozoficzne wydawane w latach 1957–1990 przez Instytut Filozofii i Socjologii PAN; zastąpiło Myśl Filozoficzną. Częstotliwość ukazywania się Studiów była różna – od miesiąca do kwartału.
Pierwszy numer ukazał się w listopadzie 1957.

Pismo dwumiesięczne «STUDIA FILOZOFICZNE», którego pierwszy numer oddajemy w ręce Czytelników, jest organem Instytutu Filozofii i Socjologii Polskiej Akademii Nauk. «STUDIA FILOZOFICZNE» będą publikować prace z zakresu wszystkich dyscyplin tradycyjnie uchodzących za filozoficzne – a więc historii filozofii, logiki, teorii poznania, teorii i metodologii nauk, teorii moralności, estetyki, teorii kultury. W zakres zainteresowań pisma wchodzi problematyka różnych nauk – zarówno przyrodniczych, jak humanistycznych – posiadająca doniosłość filozoficzną już to dzięki swojej syntetyczności, już to dzięki związkom rzeczowym z kwestiami filozoficznymi w utartym znaczeniu.

Redakcja «STUDIÓW FILOZOFICZNYCH» pragnie udzielać łamów pisma różnym żywotnym obecnie kierunkom i stylom myślenia filozoficznego w granicach określonych rygorami poprawności naukowej i zasadami myślenia racjonalnego.

## Skład redakcyjny
W skład redakcji pierwszego numeru weszli:
| Stanowisko         | Zajmowano przez                      |
| ------------------ | ------------------------------------ |
| redaktor naczelny  | Leszek Kołakowski                    |
| zastępcy           | Helena Eilstein i Klemens Szaniawski |
| sekretarz redakcji | Jerzy Rudzki                         |

Komitet redakcyjny
| - Kazimierz Ajdukiewicz - Bronisław Baczko - Julian Hochfeld - Maria Kokoszyńska | - Tadeusz Kotarbiński - Jan Legowicz - Andrzej Stanisław Mostowski - Maria Ossowska | - Adam Schaff - Bogdan Suchodolski - Jan Szczepański |

Numer ten otwierał artykuł Tadeusza Kotarbińskiego "Filozof", będący streszczeniem wykładu wygłoszonego w roku 1947. Stanowiło to symboliczny powrót polskiego piśmiennictwa filozoficznego do czasów przedstalinowskich, w których myśliciele niemarksistowscy, zwłaszcza ze szkoły lwowsko-warszawskiej, odsunięci zostali na sześć lat od katedr i redakcji.
Pismo przygotowywał do druku Dział Czasopism PWN; nakład pierwszego numeru wyniósł 2500 egzemplarzy. Następne numery wydawane były w nakładzie i częstotliwości zależnych od koniunktury politycznej i wahały się od 1250 do 2500 egzemplarzy i od miesięcznika do kwartalnika.
W latach 1986–1990 redaktorem naczelnym był Dionizy Tanalski.
Studia Filozoficzne zastąpione zostały przez reaktywowane: warszawski Przegląd Filozoficzny. Nowa Seria oraz krakowski Kwartalnik Filozoficzny.